# Unico von der Groeben
Unico Karl Georg Graf von der Groeben (* 18. April 1861 in Potsdam; † 2. Juli 1924 in Berlin) war ein deutscher Diplomat, Standesherr und Parlamentarier.

## Leben
Unico von der Groeben war Sohn des Majors im 3. Garde-Ulanen-Regiment Albrecht von der Groeben und der Mathilde geb. Gräfin von Kielmannsegg. Nach dem Besuch des Gymnasiums in Wernigerode und Bückeburg studierte er an der Rheinischen Friedrich-Wilhelms-Universität Bonn und der Alma Mater Lipsiensis Rechts- und Staatswissenschaften. 1882 wurde er Mitglied des Corps Borussia Bonn. Nach der Promotion zum Dr. jur. trat er in den diplomatischen Dienst ein. Er war Legationsrat und anschließend bis 1905 a.o. Gesandter und bevollmächtigter Minister in Paris.
Von der Groeben war Fideikommissherr auf Neudörfchen, mit den Vorwerken Albrechtshof, Friedrichshain, Georgenberg, Klostersee, Patschkau und Wallenberg, hier gesamt 2816 ha, des Weiteren des Majorats Patschkau mit 896 ha, bei Marienwerder sowie über das Erbe seiner Mutter der Freiherrlich vom und zum Steinschen Fideikommisse Cappenberg und Nassau in Westfalen. Er war erbliches Mitglied des Preußischen Herrenhauses. Groeben blieb unverheiratet.

## Auszeichnungen
- Ernennung zum Wirklichen Geheimen Legationsrat[3]